# Трапстила
Трапстила (Травстила; лат. Trapstila, греч. Θραυστίλα; погиб в 488) — король гепидов (до 488). Погиб в сражении на реке Ульке, потерпев поражение от войска остготов короля Теодориха Великого.

## Биография
Основными нарративными источниками о Трапстиле являются «О происхождении и деяниях гетов» Иордана и «Панегирик королю Теодориху» Эннодия, а также хроники Иоанна Малалы, Феофана Исповедника и «Римская история» Павла Диакона.
О происхождении Трапстилы ничего не известно. По сведениям Иоанна Малалы и Феофана Исповедника, он был братом супруги короля гепидов Гиесма. Тот скончался в 480-х годах, оставив малолетнего сына Мунда. Несмотря на то, что у умершего монарха был наследник, Трапстила добился от старейшин гепидов, чтобы те избрали его правителем королевства. Мунд же остался при дворе нового короля на правах его воспитанника.
Правление Трапстилы почти не освещено в современных ему исторических источниках. Столицей его королевства был Сирмий, захваченный одним из его предшественников после ухода в 474 году остготов из Паннонии.
В 488 году король остготов Теодорих Великий с согласия императора Византии Зенона двинулся со своим народом и присоединившимися к нему союзниками в Италию, намереваясь найти здесь место для поселения. Предполагается, что число переселенцев, способных носить оружие, достигало 20 000 человек. Путь остготов лежал через земли гепидов, их извечных врагов. Трапстила, или исполняя союзнические обязательства перед правителем Италии Одоакром, или действуя по своему усмотрению, преградил переселенцам путь, не желая пропускать их через свои владения. Возглавляемое им гепидское войско укрепилось на левом берегу реки Ульке. Здесь гепиды и остготы вступили в ожесточённое сражение. По свидетельству Эннодия, сначала воины Трапстилы успешно отражали все попытки остготов переправиться через реку и даже сумели обратить часть своих врагов в бегство. Однако затем, благодаря личному мужеству короля Теодориха, бросившемуся в самую гущу сражения, остготам удалось нанести гепидам сокрушительное поражение. Только наступившая ночь позволила немногочисленным оставшимся в живых гепидам бежать с поля боя. Среди погибших в сражении был и король Трапстила. В труде Павла Диакона сообщается, что союзниками гепидов были булгары и что их царь Бузан также пал на поле боя. В качестве трофеев остготам достались запасы продовольствия, собранные гепидами. Это позволило переселенцам беспрепятственно перезимовать в Сирмии, а весной 489 года продолжить путь в Италию.
Новым правителем гепидов стал сын погибшего короля Тразарих. Предполагается, что ещё одним сыном Трапстила был Гундерит, владевший землями на северном берегу Дуная.